# Новая Заря (Удмуртия)
Новая Заря — деревня в Кизнерском районе Удмуртии, входит в Верхнебемыжское сельское поселение. 

## География
Находится в 17 км к востоку от Кизнера, в 37 км к юго-западу от Можги и в 112 км к юго-западу от Ижевска.

## Население
| 2010 | 2012 | 2015 |
| ---- | ---- | ---- |
| 0    | →0   | →0   |